# Zapriothrica dispar
Zapriothrica dispar är en tvåvingeart som först beskrevs av Ignaz Rudolph Schiner 1868.  Zapriothrica dispar ingår i släktet Zapriothrica och familjen daggflugor. Inga underarter finns listade i Catalogue of Life.